# Anthaxia barri
Anthaxia barri är en skalbaggsart som beskrevs av Svatopluk Bílý 1995. Anthaxia barri ingår i släktet Anthaxia och familjen praktbaggar. Inga underarter finns listade i Catalogue of Life.